# بیستریتسه (ناحیه بنشوف)
بیستریتسه (به چکی: Bystřice) یک منطقهٔ مسکونی و شهرستان دارای شهرک سابقاً روستا در جمهوری چک است که در ناحیه بنشوو واقع شده‌است. بیستریتسه ۴٬۰۰۸ نفر جمعیت دارد.